# مترو غولدوين ماير
مترو غولدوين ماير (بالإنجليزية: Metro-Goldwyn-Mayer)‏ هي شركة إنتاج وتوزيع أفلام أمريكية، تأسست عن طريق رجل الأعمال ماركوس لوي عام 1924، والتي كانت ذات صيت واسع ووصلت إلى ذروتها في الأربعينات من القرن الماضي أحد أكبر شركات الأنتاج السنمائي في هوليوود وأكثرها سطوة، منذ بداية الثلاثينات من القرن الماضي إلى ما بعد انتهاء الحرب العالمية الثانية، وهي معروفة اختصاراً باسم إم جي إم , ويقع مقرها الرئيسي في بيفرلي هيلز، كاليفورنيا.

## تاريخ
بدأت قصة الكيان العملاق في عام 1920 , عندما اشترى ماركوس لوي الذي كان يمتلك سلسة كبيرة من دور العرض، شركة مترو بيكتشرز كوربوراسيون، في عام 1924 اشترى شركة غولدوين بيكتشرز كوربوراسيون ، من مالكها ومؤسسها صمويل غولدوين، ودمج سلسلة دور العرض مع الشركتين اللتين اشتراهما في كيان جديد الذي يعرف باسم مترو غولدوين ماير., كلمة ماير في الأسم المركب للشركة تشير إلى لويس بي. ماير الذي تولى إدارة الشركة لمدة 30 سنة متصلة، والذي استطاع أن يشيد واحداً من أكبر وأهم استديوهات السينما وأكثرها كفاءة على مستوى العالم، الذي مكن الشركة من إنتاج نحو 40 فيلم كل عام منها أفلام فيلم ذهب مع الريح من أخراج فيكتور فليمنغ 1939 , بن هور 1959 من إخراج وليام وايلر،
دكتور جيفاغو 1965 من إخراج ديفيد لين،

## روابط خارجية
- مترو غولدوين ماير على موقع IMDb (الإنجليزية)
- مترو غولدوين ماير على موقع IMDb (الإنجليزية)
- مترو غولدوين ماير على موقع الموسوعة البريطانية (الإنجليزية)
- مترو غولدوين ماير على موقع الموسوعة البريطانية (الإنجليزية)
- مترو غولدوين ماير على موقع الموسوعة البريطانية (الإنجليزية)
- مترو غولدوين ماير على موقع قاعدة بيانات برودواي على الإنترنت (الإنجليزية)
- مترو غولدوين ماير على موقع قاعدة بيانات برودواي على الإنترنت (الإنجليزية)